# Nucras
Nucras é um género de répteis escamados pertencente à família Lacertidae.

## Espécies
- Nucras boulengeri
- Nucras caesicaudata
- Nucras intertexta
- Nucras lalandii
- Nucras livida
- Nucras scalaris
- Nucras taeniolata
- Nucras tessellata